# خودرو خودران
یک خودروی خودگردان که همچنین با نام خودروی روباتیک و به‌طور غیررسمی با نام‌های خودروی بی‌راننده و خودروی خودران نیز شناخته می‌شود، گونه‌ای وسیلهٔ نقلیهٔ خودکار است که می‌تواند با توانمندی‌های یک خودروی سنتی، انسان‌ها را ترابری کند. مانند همهٔ وسایل نقلیهٔ خودکار، یک خودروی خودگردان قادر است با احساس‌کردن محیط اطراف، خود را در آن ناوبری کند. انسان ممکن است مقصدی را برای خود برگزیند، اما لازم نیست که هیچ کار مکانیکی‌ای بر روی خودرو، برای حرکت به سمت مقصد انجام دهد.
خودروهای خودگردان جهان را با تکنیک‌هایی همچون رادار، لیدار، جی‌پی‌اس، و بینایی رایانه‌ای احساس می‌کنند. سامانه‌های کنترل پیشرفته اطلاعات به دست آمده را تفسیر می‌کنند و با به‌کارگیری آن‌ها مسیرهای ناوبری مناسب، موانع، و علامت‌های مربوطه را شناسایی می‌کنند. وسایل نقلیهٔ خودکار معمولاً می‌توانند نقشه‌های خود را با استفاده از ورودی حسی خود به‌روزرسانی کنند؛ از این رو این وسایل می‌توانند حتی در محیط‌های کاملاً ناشناس نیز به خوبی حرکت کنند.
در ۴ ژانویه ۲۰۱۳ شرکت تویوتا خودروی خودگردانی را معرفی کرد که قادر است محیط اطرافش را مورد ارزیابی قرار داده و نسبت به تغییرات آن واکنش نشان دهد. این خودرو همچنین می‌تواند نقش یک هشداردهنده را برای راننده خود ایفا کند و با دیگر وسایل نقلیه ارتباط برقرار نماید.
تکامل صنعت خودروهای خودران:
از سال ۲۰۱۵ تا سال ۲۰۱۷ از کمک راننده استفاده شده‌است. کمک راننده یک فناوری است که برای جلوگیری از تصادفات استفاده می‌شود. این فناوری برای کمک به باقی‌ماندن یک وسیله نقلیه بدون دخالت انسان در داخل خطوط ترافیکی استفاده می‌شود.
شرکت تسلاموتورز، سازنده خودروهای برقی، یکی از شرکت‌های پیشتاز در زمینه خودروهای هوشمند و خودروهای خودران است.

## شرکت های پیشرو
چندین شرکت بزرگ در سراسر جهان در توسعه خودروهای خودران فعالیت دارند:
۱. گوگل (Waymo): شاید یکی از شناخته‌شده‌ترین بازیگران در این عرصه، Waymo باشد، که یک شرکت زیرمجموعه‌ی Alphabet (شرکت مادر Google) است. Waymo یکی از پیشگامان در توسعه فناوری خودروهای خودران بوده و از سال ۲۰۰۹ در این زمینه فعالیت می‌کند.
۲. تسلا: تسلا، تحت رهبری ایلان ماسک، یکی از پیشروان در زمینه فناوری خودروهای برقی است و در توسعه فناوری‌های خودران نیز پیشرفت‌های زیادی داشته است. تسلا با سیستم "Autopilot" خود توانسته است قابلیت‌های خودران را به خودروهای تولیدی خود اضافه کند.
۳. اوبر: اوبر، که بیشتر به خاطر خدمات حمل‌ونقل مسافر شناخته می‌شود، همچنین در توسعه وسایل نقلیه خودران فعالیت دارد. شرکت در نظر دارد با استفاده از فناوری خودران، هزینه‌های رانندگان را کاهش دهد و ایمنی سفرها را افزایش دهد.
۴. جنرال موتورز (GM): جنرال موتورز از طریق زیرمجموعه‌ی خود، Cruise, در توسعه خودروهای خودران سرمایه‌گذاری کرده است. Cruise در تلاش است تا سیستم‌های خودران را در محیط‌های شهری به کار گیرد و ایمنی و کارایی این تکنولوژی را بهبود بخشد.
۵. آئودی و بی‌ام‌و: شرکت‌های خودروسازی مانند آئودی و بی‌ام‌و نیز در زمینه فناوری خودران فعالیت‌هایی داشته‌اند و مدل‌های مفهومی و تکنولوژی‌هایی را برای خودران‌سازی خودروهای خود معرفی کرده‌اند.